# Beka Ghwiniaschwili

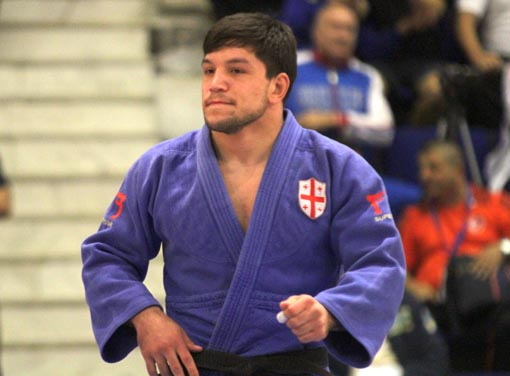
Beka Ghwiniaschwili (2015)

Beka Ghwiniaschwili (georgisch ბექა ღვინიაშვილი; * 26. Oktober 1995 in Ruissi, Munizipalität Kareli) ist ein georgischer Judoka. Bei Judo-Europameisterschaften gewann er bis 2022 eine Silbermedaille und zwei Bronzemedaillen. Hinzu kamen Siege bei vier Grand-Slam-Turnieren.

## Sportliche Karriere
Beka Ghwiniaschwili kämpfte bis 2012 in der Gewichtsklasse bis 81 Kilogramm. Von 2013 bis 2015 und ab 2017 war er in der Gewichtsklasse bis 90 Kilogramm aktiv. 2016 stieg er für ein Jahr und eine Olympiateilnahme in die Gewichtsklasse bis 100 Kilogramm auf, da in der Gewichtsklasse bis 90 Kilogramm Warlam Liparteliani gesetzt war.
2011 gewann Beka Ghwiniaschwili die Titel bei den U17-Europameisterschaften und den Kadettenweltmeisterschaften, sowie Dritter der Juniorenweltmeisterschaften in Kapstadt. 2012 belegte er den zweiten Platz bei den Junioreneuropameisterschaften. 2013 siegte er sowohl bei den Junioreneuropameisterschaften als auch bei den Juniorenweltmeisterschaften in Ljubljana. Im September 2014 schied Ghwiniaschwili bei den Judo-Weltmeisterschaften 2014 in seinem ersten Kampf aus. In den drei Monaten nach den Weltmeisterschaften wiederholte er seinen Sieg bei den Junioreneuropameisterschaften, erkämpfte die Bronzemedaille bei den Juniorenweltmeisterschaften und erkämpfte seinen ersten georgischen Meistertitel in der Erwachsenenklasse. 2015 wurden die Europameisterschaften im Rahmen der Europaspiele 2015 in Baku ausgetragen. Beka Ghwiniaschwili erreichte mit einem Sieg über den Niederländer Guillaume Elmont das Halbfinale. Dann unterlag er seinem Landsmann Warlam Liparteliani und im Kampf um Bronze dem Griechen Ilias Iliadis. Auch bei den Weltmeisterschaften 2015 in Astana erreichte Ghwiniaschwili das Halbfinale, wobei er im Viertelfinale den Japaner Mashu Baker bezwang.   Nach seiner Halbfinalniederlage gegen den Russen Kirill Denissow verlor Ghwiniaschwili den Kampf um Bronze gegen Warlam Liparteliani. Nach den Weltmeisterschaften in der Erwachsenenklasse gewann Ghwiniaschwili die Titel bei den Junioreneuropameisterschaften und bei den Juniorenweltmeisterschaften. 
2016 musste Beka Ghwiniaschwili in einem relativ kurzen Zeitraum die Qualifikationspunkte für die Olympiateilnahme in der Gewichtsklasse bis 100 Kilogramm erkämpfen. Er gewann die Weltcupturniere in Lima und Buenos Aires und den Grand Prix in Samsun. Die meisten Punkte erwarb er sich durch seinen Sieg beim Grand-Slam-Turnier in Baku. Bei den Olympischen Spielen in Rio de Janeiro bezwang er im Achtelfinale den Belgier Toma Nikiforov. Im Viertelfinale unterlag er dem Franzosen Cyrille Maret und in der Hoffnungsrunde dem Japaner Ryūnosuke Haga. Am Ende blieb für Beka Ghwiniaschwili der siebte Platz. In der Gewichtsklasse bis 90 Kilogramm gewann Warlam Liparteliani die Silbermedaille.
Nach den Olympischen Spielen kehrte der 1,75 Meter große Ghwiniaschwili zurück in die Gewichtsklasse bis 90 Kilogramm und siegte im November 2016 bei den U23-Europameisterschaften. Bei den Europameisterschaften 2017 in Warschau unterlag er im Viertelfinale dem Russen Chussein Chalmursajew. Mit Siegen über den Serben Nemanja Majdov und den Aserbaidschaner Məmmədəli Mehdiyev erkämpfte Beka Ghwiniaschwili eine Bronzemedaille. Ein Jahr später belegte er den siebten Platz bei den Europameisterschaften 2018 in Tel Aviv. 2019 schied er bei den Europameisterschaften in Minsk, wie 2015 ausgetragen im Rahmen der Europaspiele, im Achtelfinale gegen Chussein Chalmursajew aus. Ende 2019 siegte er beim Grand Slam in Osaka.
Nach der Zwangspause wegen der COVID-19-Pandemie trat Beka Ghwiniaschwili im November 2020 bei den Europameisterschaften in Prag an. Nach seiner Halbfinalniederlage gegen Nemanja Majdov gewann er den Kampf um Bronze gegen den Spanier Nikoloz Sherazadishvili. Im nächsten Frühjahr bei den Europameisterschaften 2021 in Lissabon bezwang er im Viertelfinale den Ungarn Krisztián Tóth und im Halbfinale den Russen Michail Igolnikow. Im Finale traf 
Beka Ghwiniaschwili auf seinen Landsmann Lascha Bekauri und unterlag. Lascha Bekauri fuhr dann auch zu den Olympischen Spielen nach Tokio und wurde Olympiasieger.
2022 gewann Ghwiniaschwili die Grand-Slam-Turniere in Tiflis mit einem Finalsieg über Krisztián Tóth und in Abu Dhabi vor dem Franzosen Loris Tassier.